# Hút mật bụng vàng
Hút mật Gould hay Hút mật bụng vàng (danh pháp hai phần: Aethopyga gouldiae) là một loài chim thuộc Họ Hút mật. Hút mật bụng vàng phân bố ở Bangladesh, Bhutan, Trung Quốc, Hồng Kông, Ấn Độ, Lào, Myanma, Nepal, Thái Lan, và Việt Nam. Môi trường sinh sống tự nhiên của nó là rừng núi ẩm ôn đới và cận nhiệt đới hoặc nhiệt đới.

## Tham khảo

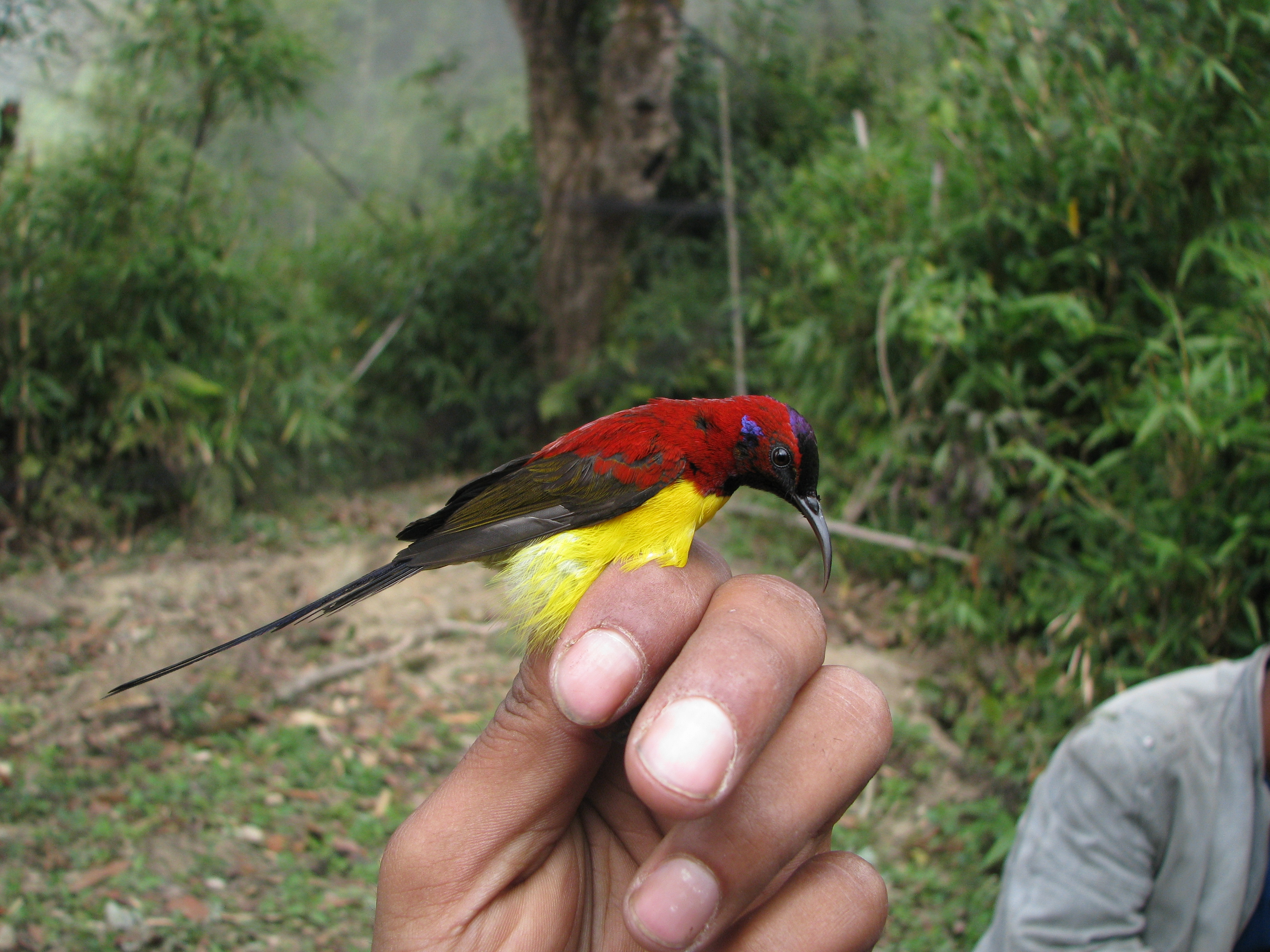
Hút mật Gould